# Жіноча інтуїція (фільм)
«Жіноча інтуїція» (рос. «Женская интуиция») — український художній фільм 2003 року режисерки Оксани Байрак. У 2005 році було знято продовження — «Жіноча інтуїція 2».

## Сюжет
До тридцяти років особисте життя Даші (Ольга Погодіна) не склалося. І ось, коли вона втратила останню надію, в її житті з'являється Олександр (Олександр Дяченко). Він процвітаючий, але вічно зайнятий на роботі, розведений бізнесмен. Олександр повністю взяв на себе виховання власної дочки Маші (Настя Зюркалова) і вирішив не допускати свою колишню дружину до дівчинки. Маша, болісно переживаючи розлучення своїх батьків і розлуку з мамою, стає дуже примхливою і норовливою дитиною. І ось Даша, втративши надію знайти хорошу роботу і влаштувати особисте життя, абсолютно випадково потрапляє в будинок бізнесмена Олександра і стає гувернанткою для його дочки. Даша потрапляє в досить-таки складну ситуацію. Їй дуже складно знайти спільну мову зі своєю вихованкою.

## В ролях
| Актор               | Роль                 |
| ------------------- | -------------------- |
| Олександр Дяченко   | Олександр            |
| Ольга Погодіна      | Даша                 |
| Анастасія Зюркалова | Маша                 |
| Алла Масленікова    | Інга                 |
| Римма Зюбіна        | Ліля (косметологиня) |
| Олена Івченко       | Юлія                 |
| Анатолій Дяченко    | Анатолій Миколайович |
| Микола Боклан       | Юра                  |
| Надія Магаляс       | докторка             |
| Олег Масленіков     | володар доберману    |
| Валерій Скрипський  | капітан              |

## Знімальна група
- Автори сценарію: Анатолій Дяченко, Олександр Копейкін
- Режисерка — Оксана Байрак
- Оператор — Олександр Копейкін
- Композитор — Валерій Тишлер
- Автори текстів пісень: Олександр Єгоров, В'ячеслав Хурсенко